# Root (настільна гра)
Root — асиметрична стратегічна воєнна настільна гра 2018 року, розроблена Коулом Верле, проілюстрована Кайлом Ферріном і видана Leder Games. У Root гравці змагаються за найбільшу кількість переможних очок, пересуваючись та б'ючись у лісі, використовуючи різні фракції з унікальними здібностями. Після виходу Root отримала позитивні відгуки та декілька доповнень. Цифрова версія від Dire Wolf Digital, вийшла у 2020 році. В Україні гра локалізована видавництвом Kilogames.

## Ігровий процес

Граф

У Root 2-4 гравці змагаються в асиметричній стратегічній воєнній грі за контроль над лісом. Кожен гравець керує різною фракцією, кожна з яких має різні ігрові елементи, тактику та варіанти отримання очок. У базовій грі присутні 4 фракції: Крилаті Династії, Муркіза де Коте, Лісовий Альянс та Бурлака. Хоча є загальний набір правил для пересування, карт у руці та битв між собою, кожна фракція додає додатковий рівень складності правил.
Гравці, які обирають Крилаті Династії, виконують свої ходи, плануючи дії в певному порядку як частину указу, що вимагає від них виконання певних дій у певних областях ігрового поля. Кожен раунд гравець додає нові карти до указу, доки не зможе виконати приписану дію, що призводить до втрати переможних очок і скидання указу до мінімуму. Муркіза де Коте вимагає від гравця будувати будівлі по всьому ігровому полі - отримуючи деревину через лісопильні для будівництва інших типів будівель і додавання бойових одиниць на поле. Лісовий Альянс починає без одиниць на полі, натомість додаючи жетони підтримки, отримуючи карти прихильників і додаючи невелику кількість воїнів на поле, коли випадає така можливість. На відміну від інших фракцій, Бурлака не має воїнів та контролює лише одну фігурку на полі. Гравець за Бурлаку може купувати предмети в інших гравців і або дружити з ними, або атакувати їх, а також виконувати квести та досліджувати руїни, щоб заробляти переможні очки.

## Відгуки
Джонатан Болдінг з GamesRadar заявив, що це "одна з найкращих настільних ігор", високо оцінивши компоненти, доступну систему бою та "захоплюючу" асиметрію, але негативно прокоментував складність для нових гравців. Подібним чином Том Мендельсон оцінив глибину стратегії та «чарівний вигляд» 
У рецензії на гру Destructoid позитивно відгукнувся про художнє оформлення гри, особливо про контраст між мультяшними тваринами та дорослими темами гри.
У 2022 році The New York Times назвала її однією з чотирьох найкращих стратегічних настільних ігор поряд з Brass: Birmingham, Новий ковчег та Загублені Руїни Арнаку, високо оцінивши її «унікальну екосистему суперечливих та контрастних цілей, сил і умов перемоги», але зазначивши, що це «залякуюча гра для новачків».
Root також отримала численні нагороди, включаючи нагороду Golden Geek за найкращу настільну гру 2018 року, нагороди Origins Awards 2019 року за гру року, найкращу настільну гру та улюблену настільну гру фанатів, та нагороду American Tabletop Awards за складну гру і Spiel Portugal Jogo do Ano. Вона також була номінована на нагороду As d'Or Expert 2020 року.

## Доповнення
| Рік  | Назва                                                      | Опис |
| ---- | ---------------------------------------------------------- | --- |
| 2018 | Root: Річкові Народи (англ. Root: The Riverfolk Expansion) | Доповнення додає дві нові фракції (Спілка "Річкове Товариство" та Культ Ящірки), можливість грати з другим Бурлакою та з автома-версією Муркізи де Коте. Цифрова адаптація доповнення вийшла у квітні 2021 року. |
| 2020 | Root: The Underworld Expansion                             | Доповнення додає дві нові фракції, Підземне Герцогство та Воронячу Ложу, а також дві додаткові карти. |
| 2020 | Root: The Clockwork Expansion                              | Доповнення дозволяє гравцям грати проти ботів версій усіх чотирьох фракцій, які були включені в базову гру. |
| 2020 | Root: The Exiles and Partisans Deck                        | Цю колоду можна замінити колодою з оригінальної гри для додавання різноманітності. |
| 2020 | Root: The Vagabond Pack                                    | Набір включає сім нових ігрових фігурок Бурлаки, а також три нові карти персонажів для цієї фракції. |
| 2022 | Root: The Marauder Expansion                               | Доповнення включає дві нові фракції, Володар Сотень та Охоронці в Залізі, а також додає механіку найманців і чотирьох найманців.                                                                                 |
| 2022 | Root: The Clockwork Expansion 2                            | Доповнення дозволяє гравцям грати проти чотирьох автоматизованих фракцій: Логічних Ящірок, Річкових Роботів, Шестерінчастих Воронів та Бурового Герцогства.                                                      |
| 2022 | Root: The Landmarks Pack                                   | Набір включає 4 нових визначних місця, а також карти налаштування для 2 існуючих. |
| 2022 | Root: Marauder Hirelings and Hirelings Box                 | Доповнення додало версії найманців фракцій Мародерів. Також додано коробку для всіх найманців. |
| 2022 | Root: Riverfolk Hirelings Pack                             | До набору додано версії найманців фракцій Річкових Народів. |
| 2022 | Root: Underworld Hirelings Pack                            | До набору додано версії найманців фракцій Підземного світу. |
| 2025 | Root: Homeland Expansion                                   | Доповнення додає три нові фракції з унікальними механіками (мирна інтеграція, політичні зібрання, грабіжники) та дві нові карти.                                                                                 |

## Рольова гра
У 2021 році Magpie Games випустила настільну рольову гру Root: The Roleplaying Game. Вона використовує філософію дизайну Powered by the Apocalypse. Вся пригодницька група грає за Бурлак. Чарлі Холл для Polygon рекомендував її фанатам «відчайдушних пригод» і «політичного театру з високими ставками». Вона виграла срібну нагороду ENNIE Award 2022 року за «Найкращу гру» і також була номінована на «Виріб року».

## Цифрове видання
Root: Digital Edition вийшла у вересні 2020 року від Dire Wolf на платформах PC, iOS та Android, за нею послідувала версія для Nintendo Switch у листопаді 2021 року. PC-версія була високо оцінена Джейсоном Орнліасом з GamingTrend, який похвалив функціонал навчання, естетику, саундтрек і стратегію, але розкритикував швидкість ходів ШІ та відсутність кнопки скасування. У своєму списку найкращих настільних ігор 2020 року Vulture назвав цифрову версію Root найкращим додатком настільної гри, похваливши анімацію, ШІ та функціонал навчання у грі.
Цифрове видання також має DLC, еквівалентні фізичним доповненням до гри, за винятком доповнень мародерів і найманців. DLC для The Riverfolk Expansion, The Underworld Expansion, The Clockwork Expansion, The Exiles and Partisans Deck та The Vagabond Pack. Додаткові випробування для режиму одиночної гри та досягнення включені в кожне DLC.